# 4254 Камель
4254 Камель (4254 Kamel) — астероїд головного поясу, відкритий 24 жовтня 1985 року.
Тіссеранів параметр щодо Юпітера — 3,353.
Названий на честь шведського астронома Ларса Камеля.